# Havre de Grace
Havre de Grace és una població dels Estats Units a l'estat de Maryland. Segons el cens del 2000 tenia 11.331 habitants.

## Demografia
Segons el cens del 2000, Havre de Grace tenia 11.331 habitants, 4.557 habitatges, i 2.870 famílies. La densitat de població era de 1.085,6 habitants/km².
Dels 4.557 habitatges en un 31,8% hi vivien nens de menys de 18 anys, en un 46,3% hi vivien parelles casades, en un 12,5% dones solteres, i en un 37% no eren unitats familiars. En el 31,1% dels habitatges hi vivien persones soles l'11% de les quals corresponia a persones de 65 anys o més que vivien soles. El nombre mitjà de persones vivint en cada habitatge era de 2,44 i el nombre mitjà de persones que vivien en cada família era de 3,07.
Per edats la població es repartia de la següent manera: un 26,4% tenia menys de 18 anys, un 6,5% entre 18 i 24, un 32,5% entre 25 i 44, un 21,5% de 45 a 60 i un 13% 65 anys o més.
L'edat mediana era de 36 anys. Per cada 100 dones de 18 o més anys hi havia 89,6 homes.
La renda mediana per habitatge era de 41.218$ i la renda mediana per família de 53.838$. Els homes tenien una renda mediana de 37.985$ mentre que les dones 27.173$. La renda per capita de la població era de 21.176$. Entorn del 7,5% de les famílies i el 10,1% de la població estaven per davall del llindar de pobresa.

## Poblacions més properes
El següent diagrama mostra les poblacions més properes.